# Wheaton (Kansas)
Wheaton – miasto w Stanach Zjednoczonych, w stanie Kansas, w hrabstwie Pottawatomie.